# Уилкокс, Джейсон
Дже́йсон Ма́лком Уи́лкокс (англ. Jason Malcolm Wilcox; 15 марта 1971) — английский футболист и футбольный тренер. В настоящее время занимает пост футбольного директора клуба «Манчестер Юнайтед».

## Клубная карьера
В 16 лет он отправился на просмотр в «Блэкберн Роверс» и вскоре подписал свой первый профессиональный контракт с клубом, а тренер молодёжной команды Джим Фернелл назвал его одним из лучших молодых крайних нападающих в английском футболе.

### «Блэкберн Роверс»
Уилкокс провёл за «Блэкберн» более 300 матчей, забил 33 гола и был капитаном команды. Считался одним из самых перспективных игроков в английском футболе, но склонность к травмам помешала ему до конца раскрыть свой потенциал. Вне футбольного поля был шутником и заводилой с отличным чувством юмора. Уилкокс пережил с клубом все взлёты и падения, в том числе победу в Премьер-лиге в сезоне 1994/95 и выбывание из неё в сезоне 1998/99.

### «Лидс Юнайтед»
В 1999 году контракт футболиста выкупил «Лидс Юнайтед» за 4 млн фунтов стерлингов. В «Лидсе» Уилкокс стал играть на знакомой для себя позиции, вынудив Харри Кьюэлла играть в нападении вместе с Марком Видукой и Аланом Смитом, дойдя вместе с командой до полуфинала Кубка УЕФА, в котором проиграл «Галатасараю» по сумме двух матчей. Год спустя «Лидс Юнайтед» вышел в полуфинал Лиги чемпионов, в котором проиграл «Валенсии». Всего за «Лидс Юнайтед» Уилкокс провёл 106 матчей и забил 6 голов.

### «Лестер Сити» и «Блэкпул»
После того как «Лидс Юнайтед» не стал продлевать контракт с Уилкоксом, его в качестве свободного агента подписал «Лестер Сити», предложивший контракт на год с возможностью продления ещё на один сезон, что и было сделано в 2004 году. Дебют Уилкокса удался, в сентябре он забил дебютный гол в матче против «Шеффилд Юнайтед». В октябре 2004 года Уилкокс получил разрыв крестообразной связки колена и пропустил остаток сезона. В 2005 году вернулся восстановился от травмы и вернулся к выступлениям. В январе 2006 года в качестве свободного агента присоединился к «Блэкпулу», где и закончил свою футбольную карьеру по завершении сезона 2005/06.

## Карьера в сборной
Провёл три матча за сборную Англии.

## Тренерская и административная карьера
В 2012 году стал тренером футбольной академии «Манчестер Сити», год спустя был назначен главным тренером команды «Сити» до 18 лет. Под его руководством «Манчестер Сити» выиграл Лигу профессионального развития и дважды выходил в финал Молодёжного кубка Англии. В 2017 году был назначен директором клубной академии «Манчестер Сити».
20 января 2023 года был назначен футбольным директором клуба «Саутгемптон».
В апреле 2024 года был назначен техническим директором клуба «Манчестер Юнайтед».

## Достижения
«Блэкберн Роверс»
- Чемпион Англии: 1994/95